# Schluchtwald bei Saalhausen
Schluchtwald bei Saalhausen este o arie protejată (arie specială de conservare — SAC, sit de importanță comunitară — SCI) din Germania întinsă pe o suprafață de 35,21 ha, integral pe uscat.

## Localizare
Centrul sitului Schluchtwald bei Saalhausen este situat la coordonatele 51°07′37″N 8°12′23″E / 51.1269°N 8.2064°E.

## Înființare
Situl Schluchtwald bei Saalhausen a fost declarat sit de importanță comunitară în martie 2001 pentru a proteja un număr necunoscut de specii din flora spontană și fauna sălbatică aflate în arealul zonei. Situl a fost protejat și ca arie specială de conservare în mai 2008.

## Biodiversitate
Situată în ecoregiunea continentală, aria protejată conține 2 habitate naturale: Păduri de fag Luzulo-Fagetum, Păduri pe pante, grohotișuri și ravene de Tilio-Acerion.
La baza desemnării sitului se află un număr nedeclarat de specii protejate.
Pe lângă speciile protejate, pe teritoriul sitului au mai fost identificate 4 specii de plante.